# Comitè Internacional d'Hoquei sobre patins
El Comitè Internacional d'Hoquei sobre patins (en francès: Comité International de Rink Hockey, CIRH) és l'òrgan de govern específic per a l'hoquei sobre patins de la Federació Internacional de Patinatge (FIRS). A Europa, el Comitè Europeu d'Hoquei sobre patins (CERH) és qui organitza i regula les competicions, fent les funcions del CIRH a nivell continental.